# Cesta zpátky
Cesta zpátky (německy Der Weg zurück) je román Ericha Marii Remarqua, německého veterána první světové války navazující na jeho nejznámější knihu Na západní frontě klid. Dílo bylo poprvé po částech publikováno v novinách Vossische Zeitung od prosince 1930 do ledna 1931. Jako samostatná kniha byla Cesta zpátky v Německu poprvé vydána dubnu 1931. Po nástupu nacistů byla zakázána. Český překlad vytvořil František Gel a v nakladatelství Františka Borového byla publikace v Praze poprvé vydána také v roce 1931.
Román zachycuje osudy německých vojáků vracejících se po skončení prohrané války do svých domovů. Vedle strašných vzpomínek na prožité boje se přeživší veteráni potýkají i s nezájmem okolí o jejich osud, prožívají deziluzi a pocity vyděděnců a jen těžko se vracejí zpět do civilního života.